# 254.ª Divisão de Infantaria (Alemanha)
A 254ª Divisão de Infantaria (em alemão:254. Infanterie-Division) foi uma unidade militar que serviu no Exército alemão durante a Segunda Guerra Mundial.

## Comandantes
| Comandante                                | Data                                           |
| ----------------------------------------- | ---------------------------------------------- |
| Generalleutnant z.V. Fritz Friedrich Koch | 26 de agosto de 1939 - 30 de abril de 1940     |
| Generalleutnant Walter Behschnitt         | 30 de abril de 1940 - 22 de março de 1942      |
| General der Infanterie Friedrich Köchling | 22 de março de 1942 - 5 de setembro de 1942    |
| Generalmajor Hellmuth Reymann             | 5 de setembro de 1942 - 19 de novembro de 1942 |
| General der Infanterie Friedrich Köchling | 19 de novembro de 1942 - 16 de agosto de 1943  |
| Generalleutnant Alfred Thielmann          | 16 de agosto de 1943 - 20 de março de 1944     |
| Generalmajor Richard Schmidt              | 31 de dezembro de 1944 - 8 de maio de 1945     |

## Oficiais de operações
| Major Ludwig Zoller                             | 1939-setembro de 1940           |
| Major Gerhard Wagner                            | setembro de 1940-agosto de 1942 |
| Oberstleutnant Hans-Jürgen Freiherr von Ledebur | agosto de 1942-junho de 1943    |
| Oberstleutnant Otto Walter                      | Jun 1943-20 de maio de 1944     |
| Oberstleutnant Wolfgang Oldenburg               | 20 de maio de 1944-maio de 1945 |

## Área de operações
| Alemanha                        | setembro de 1939 - maio de 1940       |
| Países Baixos, Bélgica & França | maio de 1940 - junho de 1941          |
| Frente Ocidental, setor norte   | junho de 1941 - fevereiro de 1944     |
| Frente Oriental, setor sul      | fevereiro de 1944 - fevereiro de 1945 |
| Checoslováquia                  | fevereiro de 1945 - maio de 1945      |